# Слатке мале лажљивице: Перфекционисти
Слатке мале лажљивице: Перфекционисти (енгл. Pretty Little Liars: The Perfectionists) америчка је телевизијска серија чији је креатор А. Марлин Кинг. Представља наставак серије Слатке мале лажљивице и базирана је на роману Перфекционисти Саре Шепард.
Дана 27. септембра 2019. године, Фриформ је отказао серију након једне сезоне.

## Синопсис
Све са градом Бикон Хајтс изгледа савршено — од врхунског колеџа до његових претерано амбициозних становника — али ништа у Бикон Хајтсу није онако како изгледа. Када стрерсно окружење доведе становнике до тачке пуцања, некоме пада мрак на очи и догоди се самоубиство. Док заједно покушавају да реше мистерију убиства, постаје јасно да се иза сваког Перфекционисте крије тајна, лаж — и потреба за алибијем.

## Улоге
- Саша Питерс као Алисон Дилаурентис,[2] асистент професора у Универзитету Бикон Хајтс
- Џанел Периш као Мона Вондервол, руководилац регрутовања и пријема у Универзитету Бикон Хајтс
- Софија Карсон као Ава Џалали,[3][4] модни познавалац са талентом за хаковање и кодирање
- Сидни Парк као Кејтлин Парк-Луис,[4][5] интелигентна кћерка двеју мајки
- Ели Браун као Дилан Вокер,[4][5][6] талентовани виолончелиста који је изузетно критичан према себи
- Хејли Ерин као Тејлор Хотчкис, Ноланова сестра, која је била наставница у Универзитету Бикон Хајтс пре него што је лажирала своју смрт
- Грем Томас Кинг као Џереми Бекет,[7] Бритин и Кејтлинин шармантни и духовити дечко
- Кели Раферфорд као Хејли Хотчкис, Ноланова мајка и оснивач Хотчкис технолоџиз

## Сезоне
| Сезона | Сезона | Број епизода | Приказивање у САД                       | Приказивање у Србији                      |
| ------ | ------ | ------------ | --------------------------------------- | ----------------------------------------- |
|        | 1      | 10 (1—10)    | 20. март 2019 — 22. мај 2019. (Фриформ) | 21. март 2019 — 23. мај 2019. (Ејч-Би-Оу) |